# La Basse Cour
Pour les articles homonymes, voir La Basse-cour.
Pour plus de détails, voir Fiche technique et Distribution.
La Basse Cour est un court métrage d'animation réalisée en 1992 par Michèle Cournoyer au Studio d'animation du Programme français de l'Office national du film du Canada. Elle y utilise la technique de la rotoscopie,.

## Synopsis
Une femme est réveillée par un appel au milieu de la nuit par un homme qui la désire. Elle rejoint son amant en taxi et se métamorphose en poule entre ses bras.

## Distinctions
- 1992 Festival des films du monde : Grand Prix de Montréal
- 1994 Zagreb, 1er prix - catégorie 5 à 30 minutes
- 1994 Oberhauseun. Mention
- 1995 Parma. Prix Leonardo